# 371 (szám)
A 371 (római számmal: CCCLXXI) egy természetes szám, félprím, a 7 és az 53 szorzata.

## A szám a matematikában
A tízes számrendszerbeli 371-es a kettes számrendszerben 101110011, a nyolcas számrendszerben 563, a tizenhatos számrendszerben 173 alakban írható fel.
A 371 páratlan szám, összetett szám, azon belül félprím, kanonikus alakban a 71 · 531 szorzattal, normálalakban a 3,71 · 102 szorzattal írható fel. Négy osztója van a természetes számok halmazán, ezek növekvő sorrendben: 1, 7, 53 és 371.
A 371 négyzete 137 641, köbe 51 064 811, négyzetgyöke 19,26136, köbgyöke 7,18552, reciproka 0,0026954. A 371 egység sugarú kör kerülete 2331,06175 egység, területe 432 411,95443 területegység; a 371 egység sugarú gömb térfogata 213 899 780,1 térfogategység.